# 劍橋光學孔徑合成望遠鏡
劍橋光學孔徑合成望遠鏡(Cambridge Optical Aperture Synthesis Telescope，COAST)是一架基線長達100米的多元件光學天文干涉儀，他使用孔徑遮罩來觀測恆星，可以使解析度提高到千分之一角秒 (這種非常高的解析度不是使用單一的望遠鏡，例如哈伯太空望遠鏡，可以達到的)，主要的限制是COAST只能觀測明亮的恆星。COAST是第一架長基線干涉儀，可以獲得太陽以外恆星表面的高解析影像 (雖然在這之前，威廉·赫歇爾望遠鏡使用孔鏡遮罩干涉儀已經獲得其它恆星表面的低解析影像。)。
COAST陣列的構想是約翰E.鮑德溫提出的，並由卡文迪什天體物理組執行。它位於英國劍橋郡的馬拉德電波天文台。

## 外部連結
- COAST* （页面存档备份，存于） obtained using COAST and the William Herschel Telescope
- Google maps image with COAST at the center

52°09′50″N 0°02′26″E / 52.1640°N 0.0405°E